# Den (farao)
Den is een Egyptische koning van de 1e dynastie van Egypte. 

## Namen
Koning Den is vernoemd naar zijn Horusnaam, deze kan worden vertaald als "Horus die strijd" en bestaat uit de tekens d en n. Deze tekens worden soms ook geïnterpreteerd als Oedimoe of Dewen. Op ivoren labels werd ook de Nebtynaam gegraveerd: Nebti Chasety wat betekent: Man van de woestijn.  Onder de regering van Koning Den werd ook de Nesoet-bit-naam voor het eerst gehanteerd: Nswt-biti-chaseti wat betekent: Koning van Opper- en Neder-Egypte, de man van de twee woestijnen.
Er werden ook postuum een aantal namen aan deze lang overleden koning gegeven. Op de koningslijst van Turijn wordt de farao Semty of Kemty genoemd, op de koningslijst van Abydos wordt de farao aangeduid als Septi. Door koningslijsten afgeleid van Manetho wordt de koning aangegeven met Usafais.

## Familie
Aangenomen wordt dat farao Den een zoon is van Hor Djet en koningin Merneith. Er gaat ook een theorie op dat Herneith de moeder kan zijn van farao Den.
De koning had vier vrouwen: Sesjemetka, Semat, Serethor en nog een waarvan de naam niet goed te lezen is. Een zoon en opvolger van farao Den zou zijn Anedjib.

## Regering
Den was voor zover bekend nog zeer jong toen hij aan de macht kwam. Aangenomen wordt dat zijn moeder, koningin Merneith, als zijn regent optrad tijdens de beginjaren van zijn heerschappij. 
Deze koning heeft zeer veel sporen nagelaten. Hij behoort tot de grotere koningen naast Narmer, Chasechemoey en Djoser. Het koningschap van Den heeft veel bijgedragen aan de verdere ontwikkeling en vormgeving van staat, administratie, economie en religie:
- Tijdens zijn regering werden Egyptische cijfers geïntroduceerd. Hiervoor werden belangrijke jaren in tekens geschreven gevolgd door een palmtak (renpet), wat jaar betekent. Vanaf de regering van Den werden nummers in hiërogliefen gebruikt voor belasting en om de jaarlijkse gebeurtenissen te beschrijven.[4]
- De koning zorgde ervoor dat kunstenaars meer kunst produceerden in de vorm van bijvoorbeeld standbeelden en jaar-labels.
- Nieuwe attributen van het koningschap zijn het verschijnen van de titel Nesoet-bit-naam (koning van Opper- en Neder-Egypte);
- Edelen konden tombes laten bouwen. Zo zijn er een aantal tombes van edelen ontdekt in Sakkara: Ipka, Anch-ka, Hemaka, Nebitka, Amka, Iny-ka en Ka-Za. Een stèle voor de dwerg Ser-Inpoe werd teruggevonden in aparte tombe in de Necropolis van koning Den.
- Voor het eerst wordt de dorsvlegel of de Nekhakha afgebeeld.[5]

Van deze koning zijn zeer veel jaar-labels bekend (meer dan vijftig). Deze zijn gevonden door Flinders Petrie in Umm el-Qa'ab.

### Steen van Palermo

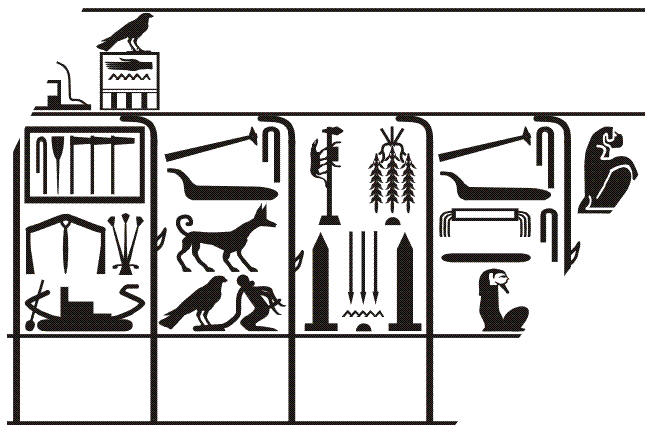
Jaren 18 tot 22 van koning Den, op fragment C5 van de Caïrosteen.

Den zou weleens de onbekende koning van de Steen van Palermo kunnen zijn. Een aantal gebeurtenissen uit de regering van deze koning die op deze steen worden beschreven loopt gelijk met vergelijkbare feiten uit de regering van Den. Zo is er op de steen sprake van een volkstelling.
Gebeurtenissen beschreven op het Oxford fragment van de Palermo steen.
- 4e regeringsjaar: Eerste keer tellen van het goud.
- 5e regeringsjaar: Het begeleiden van Horus, tweede telling van het vee
- 6e regeringsjaar: (een stuk beschadigd) van de Rehyt
- 7e regeringsjaar: Het begeleiden van Horus, derde telling van het vee

Gebeurtenissen beschreven op de Caïro steen, fragment C5:
- 18e regeringsjaar: Het maken van een standbeeld voor Oer-Wadjet
- 19e regeringsjaar: Het neerslaan van het Setjet-volk
- 20e regeringsjaar: Het maken van de Mafdet-fetisj, het optuigen van de Sentj-pilaren.
- 21e regeringsjaar: Het neerslaan van het Tjesem-volk
- 22e regeringsjaar: Het bezoeken aan het koninklijke domein van Semer-Netjeroe, 1e viering van de Hebsed

Gebeurtenissen beschreven op de Palermo Steen: 
- 28e regeringsjaar: Het bezoeken van de tempel van Ptah (rest mist)
- 29e regeringsjaar: Het neerslaan van het Ioentjoe-volk
- 30e regeringsjaar: Verschijning van de koning van Opper- en Neder-Egypte, 2e viering van het Hebsed.
- 31e regeringsjaar: Het maken van een constructie voor de oostelijke en westelijke kanalen door de districten van Rehyts.
- 32e regeringsjaar: 2e viering van het Djet-festival
- 33e regeringsjaar: Het strekken van het koord (een ceremonie) voor de goddelijke vesting Isoet-Netjeroe
- 34e regeringsjaar: Het strekken van het koord voor het koninklijke paleis voor de goddelijke vesting Isoet-Netjeroe door de hogepriester van Sesjat.
- 35e regeringsjaar: Inauguratie van de heilige meren van de goddelijke vesting Isoet-Netjeroe. Koninklijke jacht op de nijlpaard.
- 36e regeringsjaar: Bezoek aan Nenj-Nesoe (Herakleopolis Magna) en aan het heilig meer van de god Herisjef.
- 37e regeringsjaar: Zeilende naar Sah-Setni, oprichting (of het neerhalen) van de stad Oer-ka.
- 38e regeringsjaar: Oprichting van een beeld voor de god Sed.
- 39e regeringsjaar: Verschijning van de koning van Opper- en Neder-Egypte. Eerste race van de Apis-Stier
- 40e regeringsjaar: Oprichting van een beeld voor de godinnen Sesjat en Mafdet.
- 41e regeringsjaar: Verschijning van de koning van Neder-Egypte (rest mist).

### Oorlogen
- Een aantal oorlogen tegen het Oosten (cfr. het neerslaan van de holbewoners in het veertiende jaar van de regering van de onbekende koning van de Steen van Palermo).

### Bewijzen / documenten
Onder anderen:
- Graftombe in Umm el-Qa'ab: Tombe T.

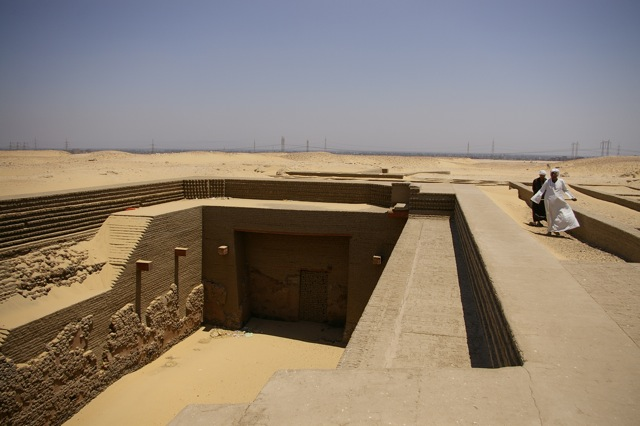
De ingang van "Tomb T" in Umm el-Qa'ab in Abydos, de tombe van Den

- Inscripties in graftombe 3504 in Saqqara;
- Inscripties in graftombes in Abu Roash;
- In 2012 zijn er boten gevonden in Abu Roash toegeschreven aan farao Den.
- Zegelafdrukken gevonden in graftombes 3036, 3038, 3506, 3507 en X in Saqqara;
- Houten tablet uit Abydos met de naam Semti;
- Ivoren label uit Abydos met de beeltenis van de koning die een Aziaat neerslaat.

## Galerij

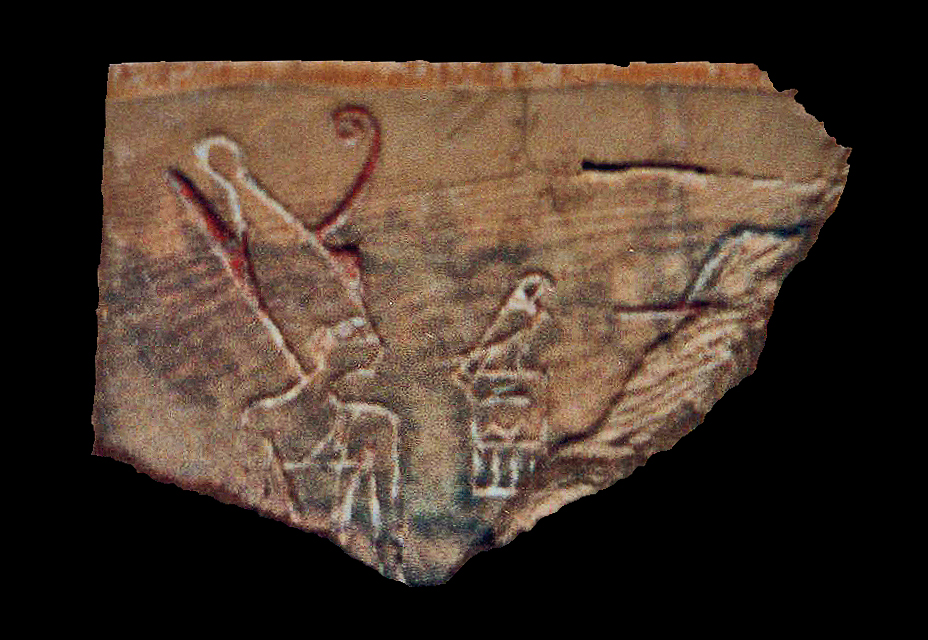
Fragment van een ivoren label met koning Den, die de dubbele kroon draagt Vindplaats tombe van farao Den in Abydos
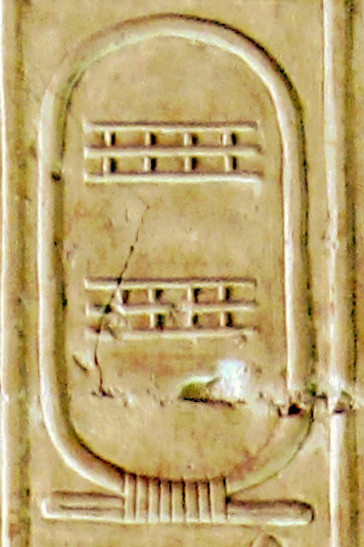
Postume cartouche van koning Den Tempel van Seti I in Abydos
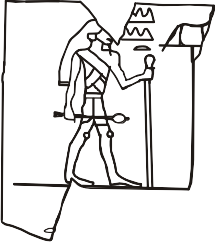
Tekening van een ivoren label
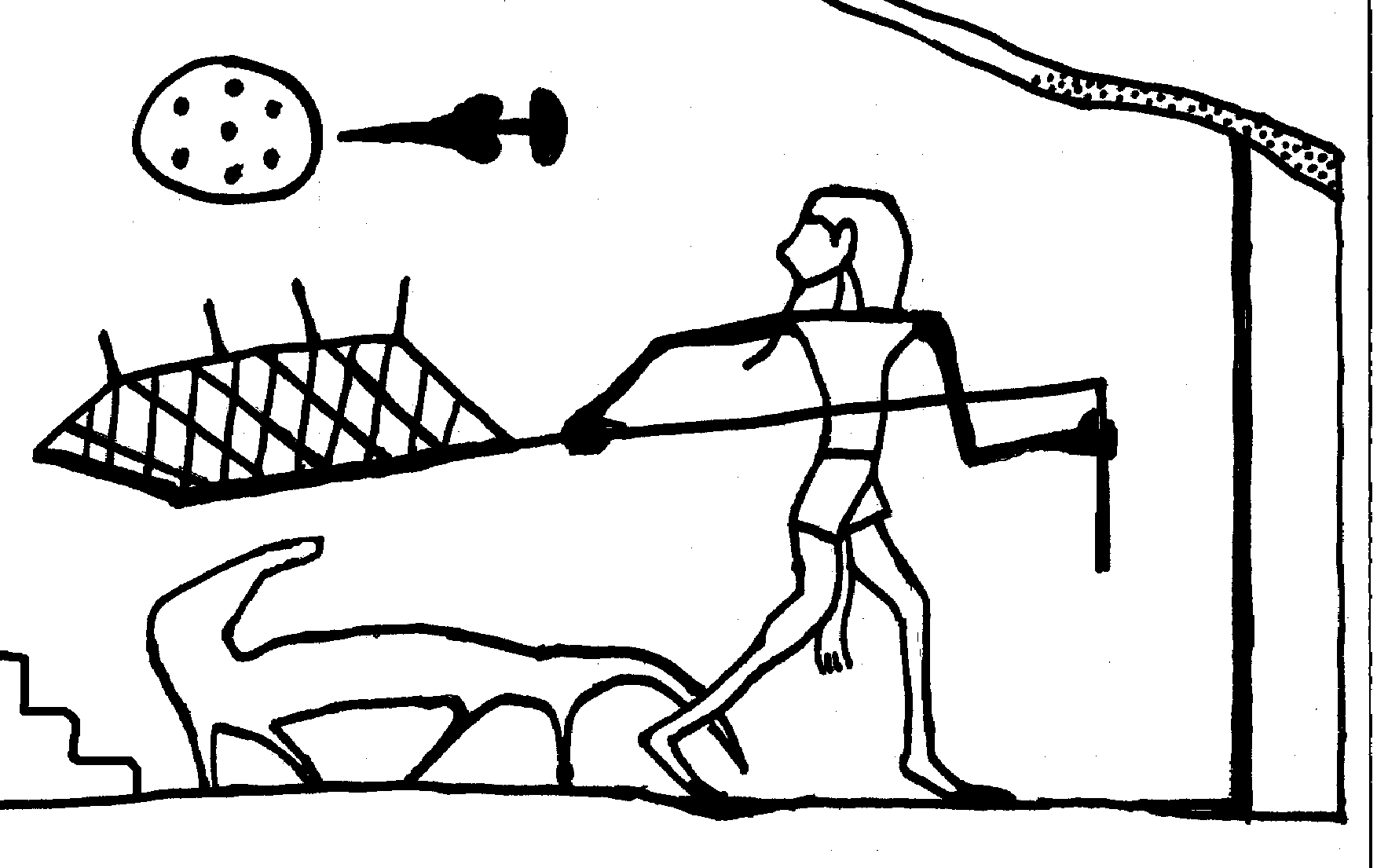
Rechterdeel van een gebroken ivoren label
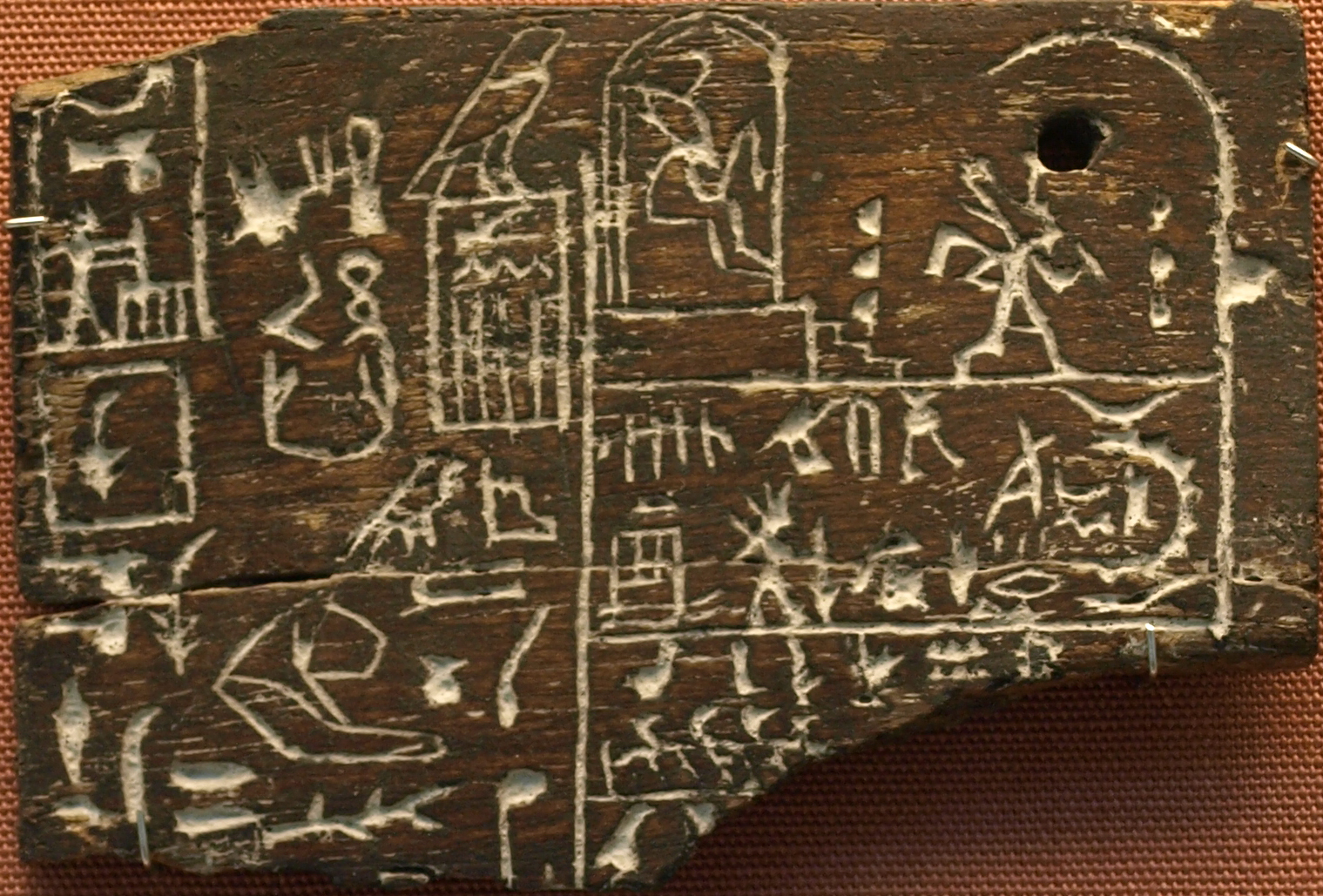
Ivoren label, viering van het Sed-festival met farao Den twee keer afgebeeld, gezeten op een troon en rennend op het festival (ca. 3000 v. Chr.), British Museum Vindplaats tombe van farao Den in Abydos